# Morten Frost
Morten Frost Hansen (* 4. April 1958 in Nykøbing Sjælland) ist ein ehemaliger dänischer Badmintonspieler.

## Sportliche Karriere
Morten Frost war in den 1980er Jahren Europas bester Badmintonspieler im Herreneinzel und gehörte zwölf Jahre lang zu den ersten drei Spielern der Weltrangliste. Er gewann zweimal die Dänische Juniorenmeisterschaft und achtmal die dänische Meisterschaft.
Nach seinen Erfolgen bei den Junioren machte er erstmals 1977 international auf sich aufmerksam, als er die internationalen Meisterschaften der UdSSR gewann. Von da an ging seine Badminton-Karriere steil bergauf. Bis Anfang der 1990er Jahre gewann er alle Grand-Prix-Turniere und zahlreiche andere Turniere weltweit. Alleine bei den All England Championships erreichte er von 1982 bis 1989 in ununterbrochener Folge das Endspiel und gewann viermal. 1984 und 1986 wurde Frost Europameister im Herreneinzel. Auch die German Open gewann er 1986, 1988 und 1989. Von 1976 bis 1991 spielte in der dänischen Nationalmannschaft.
Ein Erfolg blieb Frost in seiner Karriere als Spieler jedoch verwehrt. Er stand zweimal im Finale der Weltmeisterschaften, verlor aber beide Male gegen seine chinesischen Gegner im dritten Satz: 1985 gegen Han Jian und 1987 gegen Yang Yang. Mit besonderem Fleiß führte Frost Tagebuch über jeden seiner Gegner, um sich optimal auf seine Spiele vorzubereiten. Seine Spielweise sowie seine taktischen Fähigkeiten ließen ihn zum bekanntesten Badmintonspieler weltweit werden. Auch in Asien genoss Morten Frost großes Ansehen.
Als Rezept für seine erfolgreiche Spielweise gab Frost einmal an, dass er häufig versuche, seine Gegner auf deren starker Seite anzuspielen, anstatt ihre Schwachstelle auszunutzen. Er begründete dies sinngemäß so: Wenn ich die starke Seite meines Gegners kontrollieren kann, was soll er dann noch zusetzen? Dann habe ich das Spiel gewonnen.
Nach dem Ende seiner aktiven Laufbahn trainierte er die dänische Nationalmannschaft und führte sie zu zahlreichen Erfolgen, unter anderem zur Goldmedaille bei den Olympischen Spielen 1996 von Atlanta. Später war er auch Trainer der Nationalmannschaften von Malaysia und Südafrika und Privattrainer seines Landsmannes Peter Gade. 1997 wurde Morten Frost in die Hall of Fame des dänischen Sports und 1998 in die Badminton Hall of Fame aufgenommen. Sein Sohn Kristian Frost ist aktiver Squashprofi.

## Sportliche Erfolge
| Saison    | Veranstaltung                                    | Disziplin    | Sieger |
| --------- | ------------------------------------------------ | ------------ | --- |
| 1973/1974 | Dänemark: Einzelmeisterschaften der Junioren U17 | Herreneinzel | Morten Frost, Nykøbing S. |
| 1973/1974 | Dänemark: Einzelmeisterschaften der Junioren U17 | Mixed        | Morten Frost, Nykøbing S. / Inge Borgstrøm, Ringsted |
| 1974/1975 | Dänemark: Einzelmeisterschaften der Junioren U19 | Herreneinzel | Morten Frost, Nykøbing S. |
| 1975/1976 | Dänemark: Einzelmeisterschaften der Junioren U19 | Herreneinzel | Morten Frost, Nykøbing S. |
| 1976      | Nordische Juniorenmeisterschaften                | Herreneinzel | Morten Frost |
| 1977      | UdSSR Internationale Meisterschaften             | Herreneinzel | Morten Frost |
| 1977      | Norwegen: Internationale Meisterschaften         | Herreneinzel | Morten Frost |
| 1977      | UdSSR Internationale Meisterschaften             | Herrendoppel | Morten Frost / Steen Skovgaard |
| 1977/1978 | Dänemark: Einzelmeisterschaften                  | Herreneinzel | Morten Frost, Gentofte BK |
| 1978      | Nordische Meisterschaften                        | Herreneinzel | Morten Frost |
| 1978/1979 | Dänemark: Einzelmeisterschaften                  | Herreneinzel | Morten Frost, Gentofte BK |
| 1979      | Nordische Meisterschaften                        | Herreneinzel | Morten Frost |
| 1979      | Kanada: Internationale Meisterschaften           | Herreneinzel | Morten Frost, Dänemark |
| 1979/1980 | Dänemark: Einzelmeisterschaften                  | Herreneinzel | Morten Frost, Gentofte BK |
| 1979/1980 | Dänemark: Einzelmeisterschaften                  | Herrendoppel | Steen Fladberg, Køge / Morten Frost, Gentofte BK |
| 1980      | Nordische Meisterschaften                        | Herreneinzel | Morten Frost |
| 1980      | Nordische Meisterschaften                        | Herrendoppel | Morten Frost / Steen Fladberg |
| 1980      | Europameisterschaft                              | Mannschaft   | Dänemark (Lene Køppen, Kirsten Larsen, Pia Nielsen, Morten Frost, Flemming Delfs, Steen Fladberg, Steen Skovgaard, Anne Skovgaard)                                                                |
| 1980      | Kanada: Internationale Meisterschaften           | Herreneinzel | Morten Frost |
| 1980/1981 | Dänemark: Internationale Meisterschaften         | Herreneinzel | Morten Frost |
| 1981      | Nordische Meisterschaften                        | Herreneinzel | Morten Frost |
| 1981      | Nordische Meisterschaften                        | Herrendoppel | Morten Frost / Steen Fladberg |
| 1981/1982 | Deutschland: Internationale Meisterschaften      | Herrendoppel | Morten Frost / Steen Fladberg |
| 1981/1982 | Dänemark: Einzelmeisterschaften                  | Herreneinzel | Morten Frost, Gentofte BK |
| 1981/1982 | Dänemark: Einzelmeisterschaften                  | Herrendoppel | Steen Fladberg, Køge / Morten Frost, Gentofte BK |
| 1981/1982 | Dänemark: Internationale Meisterschaften         | Herreneinzel | Morten Frost |
| 1981/1982 | Deutschland: Internationale Meisterschaften      | Herreneinzel | Morten Frost |
| 1982      | Schottland: Internationale Meisterschaften       | Herreneinzel | Morten Frost |
| 1982      | All England                                      | Herreneinzel | Morten Frost |
| 1982      | Nordische Meisterschaften                        | Herreneinzel | Morten Frost |
| 1982      | Nordische Meisterschaften                        | Herrendoppel | Morten Frost / Steen Fladberg |
| 1982/1983 | Dänemark: Internationale Meisterschaften         | Herreneinzel | Morten Frost |
| 1982/1983 | Dänemark: Einzelmeisterschaften                  | Herreneinzel | Morten Frost, Gentofte BK |
| 1983      | Schottland: Internationale Meisterschaften       | Mixed        | Morten Frost / Nettie Nielsen |
| 1983      | Niederlande: Internationale Meisterschaften      | Herreneinzel | Morten Frost |
| 1983      | Schottland: Internationale Meisterschaften       | Herreneinzel | Morten Frost |
| 1983      | Nordische Meisterschaften                        | Herreneinzel | Morten Frost |
| 1983      | Northumberland International                     | Herreneinzel | Morten Frost |
| 1983/1984 | Dänemark: Einzelmeisterschaften                  | Herreneinzel | Morten Frost, Gentofte BK |
| 1983/1984 | Dänemark: Einzelmeisterschaften                  | Herrendoppel | Jens Peter Nierhoff / Morten Frost, Gentofte BK |
| 1983/1984 | Dänemark: Einzelmeisterschaften                  | Mixed        | Morten Frost / Ulla-Britt Frost, Gentofte BK |
| 1983/1984 | Dänemark: Internationale Meisterschaften         | Herreneinzel | Morten Frost |
| 1984      | Nordische Meisterschaften                        | Herreneinzel | Morten Frost |
| 1984      | Taiwan: Internationale Meisterschaften           | Herreneinzel | Morten Frost |
| 1984      | Japan Open                                       | Herreneinzel | Morten Frost |
| 1984      | All England                                      | Herreneinzel | Morten Frost |
| 1984      | Scottish Open                                    | Herrendoppel | Morten Frost / Jesper Helledie |
| 1984      | Scottish Open                                    | Herreneinzel | Morten Frost |
| 1984      | Europameisterschaft                              | Herreneinzel | Morten Frost |
| 1984/1985 | Dänemark: Internationale Meisterschaften         | Herreneinzel | Morten Frost |
| 1985      | Wales: Internationale Meisterschaften            | Herreneinzel | Morten Frost |
| 1985      | Malaysian Masters                                | Herreneinzel | Morten Frost |
| 1985/1986 | Dänemark: Internationale Meisterschaften         | Herreneinzel | Morten Frost |
| 1985/1986 | Deutschland: Internationale Meisterschaften      | Herreneinzel | Morten Frost |
| 1986      | Europameisterschaft                              | Mannschaft   | Dänemark (Morten Frost, Torben Carlsen, Michael Kjeldsen, Kirsten Larsen, Steen Fladberg, Jesper Helledie, Ib Frederiksen)                                                                        |
| 1986      | Nordische Meisterschaften                        | Herrendoppel | Morten Frost / Steen Fladberg |
| 1986      | All England                                      | Herreneinzel | Morten Frost |
| 1986      | Europameisterschaft                              | Herreneinzel | Morten Frost |
| 1986/1987 | Dänemark: Einzelmeisterschaften                  | Herreneinzel | Morten Frost, Gentofte BK |
| 1986/1987 | Dänemark: Internationale Meisterschaften         | Herreneinzel | Morten Frost |
| 1987      | All England                                      | Herreneinzel | Morten Frost |
| 1987      | Poona Open                                       | Herreneinzel | Morten Frost |
| 1987      | Taiwan: Internationale Meisterschaften           | Herreneinzel | Morten Frost |
| 1987/1988 | Deutschland: Internationale Meisterschaften      | Herreneinzel | Morten Frost |
| 1988      | Poona Open                                       | Herreneinzel | Morten Frost |
| 1988      | Schottland: Internationale Meisterschaften       | Herreneinzel | Morten Frost |
| 1988      | Nordische Meisterschaften                        | Herreneinzel | Morten Frost |
| 1988      | Europameisterschaft                              | Mannschaft   | Dänemark (Kirsten Larsen, Jens Peter Nierhoff, Michael Kjeldsen, Dorte Kjær, Nettie Nielsen, Steen Fladberg, Morten Frost, Christina Bostofte, Jan Paulsen, Henrik Svarrer)                       |
| 1988/1989 | Deutschland: Internationale Meisterschaften      | Herreneinzel | Morten Frost |
| 1989      | Schweden: Internationale Meisterschaften         | Herreneinzel | Morten Frost |
| 1989      | Schottland: Internationale Meisterschaften       | Herreneinzel | Morten Frost |
| 1989      | Taiwan: Internationale Meisterschaften           | Herreneinzel | Morten Frost |
| 1989/1990 | Dänemark: Einzelmeisterschaften                  | Herreneinzel | Morten Frost, Nykøbing |
| 1989/1990 | Dänemark: Internationale Meisterschaften         | Herreneinzel | Morten Frost |
| 1990      | Europameisterschaft                              | Mannschaft   | Dänemark (Jon Holst-Christensen, Grete Mogensen, Morten Frost, Dorte Kjær, Nettie Nielsen, Pernille Nedergaard, Lotte Olsen, Henrik Svarrer, Jan Paulsen, Poul-Erik Høyer Larsen, Kirsten Larsen) |
| 1990      | Finnland: Internationale Meisterschaften         | Herreneinzel | Morten Frost |
| 1990      | Japan Open                                       | Herreneinzel | Morten Frost |
| 1990/1991 | Dänemark: Einzelmeisterschaften                  | Herreneinzel | Morten Frost, Nykøbing |